# Vrýsinas
Vrisinas (en griego, Βρύσινας) es una montaña de Grecia ubicada en la isla de Creta. Pertenece a la unidad periférica de Rétino. Su altitud es de 858 m.

## Yacimiento arqueológico
En esta montaña hay un yacimiento arqueológico con restos de la civilización minoica. 
Las excavaciones llevadas a cabo indican que aquí se hallaba un santuario de montaña cuyos restos más antiguos son del periodo prepalacial y que estuvo activo durante los periodos paleopalacial y neopalacial. Fue descubierto por Paul Faure en 1962 y excavado por Costis Davaras entre 1972 y 1973, pero recientemente se han realizado nuevas excavaciones dirigidas por el Eforado de antigüedades de Creta. Cerca de una capilla moderna se encuentra una zona rocosa donde se hallaron estatuillas, piezas de cerámica y cenizas. Entre las estatuillas de terracota se han encontrado tanto representaciones de animales (ganado, aves, burros) como de personas. Otros hallazgos son dos hachas dobles de bronce, cuchillos de bronce, tablas de sacrificio de piedra fragmentarias y una inscripción en lineal A. Otro de los hallazgos más destacados se produjo en 2011; se trata de un sello hecho de jaspe rojo con inscripciones jeroglíficas minoicas en sus cuatro caras. También se observa una concentración de guijarros, como ocurre en otros santuarios de montaña. Se da la circunstancia de que las tumbas de la necrópolis minoica de Armeni están orientadas hacia este monte.